# Korniïvka
Korniïvka (en (ucraïnès): Корніївка) és un poble de la República Autònoma de Crimea a Ucraïna, que el 2014 tenia 79 habitants. Pertany al districte rural de Sovetski. Fins al 1948 el municipi es deia Kaptxuk